# Mel Ramos
Mel Ramos, född 24 juli 1935 i Sacramento, Kalifornien, död 14 oktober 2018 i Oakland, Kalifornien, var en amerikansk popkonstnär. Han åtnjöt stora framgångar och positiv kritik för sin kreativitet och sitt sinne för humor.

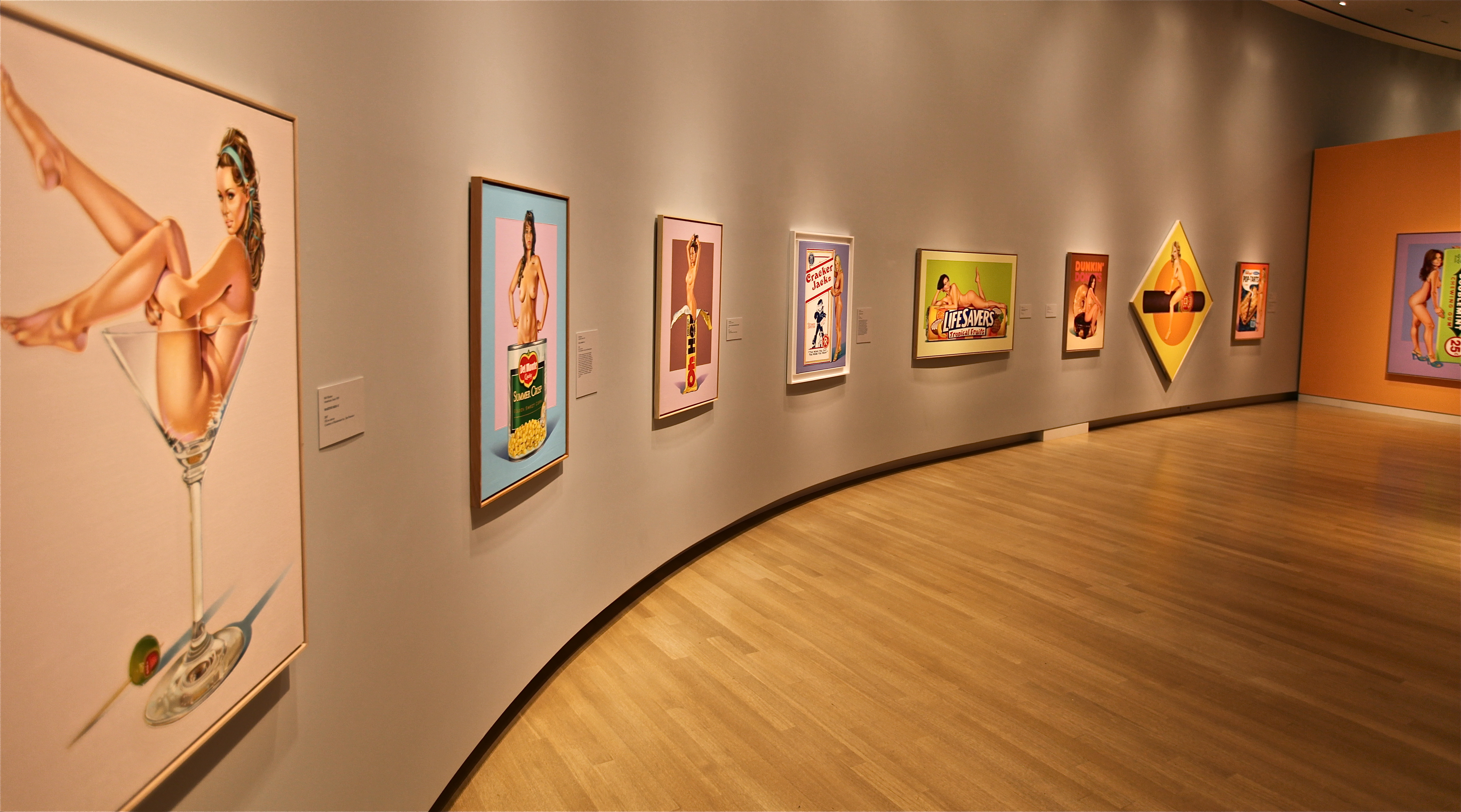
Mel Ramos, Crocker Art Museum, Sacramento, 2012.